# Blaesstraat
De Blaesstraat (Frans: Rue Blaes) bevindt zich in de woonwijk Marollen in Brussel-stad en loopt van de Kapellemarkt naar de Zuidlaan.

## Geschiedenis
Het plan om de Marollen te voorzien van een straat die parallel zou lopen met de Hoogstraat ontstond in 1853, de onteigeningen van gronden en gebouwen startten in 1856 en de straat zelf werd geopend in 1858. De straat werd genoemd naar Michel-Auguste Blaes (1809-1855), schepen van Openbare Werken in de Brusselse gemeenteraad. De gemeenteraad vond het plan van Blaes "te ambitieus en vooral veel te duur". 
De liberale schepen-journalist zette toch door omdat hij komaf wilde maken met de krotten en steegjes in wat toen de kapucijnenwijk werd genoemd (naar het oude klooster in deze buurt). De aanleg van de straat vereiste de sloop van de  machine- en locomotievenfabriek Renard. Op het vrijgekomen perceel kwam het Vossenplein en een brandweerkazerne. 
Vanaf 1895 reed een tram door de straat in beide richtingen. De trammaatschappij Tramways Bruxellois baatte deze lijn uit. Vanaf 1931 voerde men zowel in de Blaesstraat als de Hoogstraat eenrichtingsverkeer in. 
De Blaesstraat was vooral gekend voor zijn talloze behangpapierwinkels (zoals Le Palais du Papier peint of Aux 100.000 rouleaux). Ter hoogte van n° 208 bevond zich een buurtcinema die tweemaal van naam veranderde: Cinema Blaes (1925-1933), Cinema Iris (1934-1940) en ten slotte Cinema R.A.F. (1947-71). In 1994 werd de zaal omgevormd tot de bekende technodiscotheek Fuse, waar onder meer het maandelijkse homofeest La Demence plaatsvindt.

## Beschrijving
Vandaag heeft de Blaesstraat een ambigu karakter: in het deel tussen de Kapellemarkt en het Vossenplein overheersen antiek- en (design)meubelzaken. Deze trend noemt men verzaveling naar de wijk bij de Zavelkerk vlakbij. In het deel van de Blaesstraat tussen het Vossenplein en de Zuidlaan zijn er meer buurtwinkels (bakker, slager, ijzerwinkel, discotheek...) maar ook is er ook sprake van een zekere verloedering (leegstand, telefoonwinkeltjes, ...). 